# 竹仙洞摩崖石刻群
竹仙洞摩崖石刻群，位于中国广东省珠海市香洲区湾仔镇竹仙洞水库。清代同治三年（1864年），南屏北山村杨云骧归乡，在竹仙洞栽培花木。其子侄及晚辈在此处留下“登高望远”、“鸿翔鹤聚”等多处题刻。1986年5月13日，列入珠海市第二批文物保护单位。